# St. Alban (Lauterbach)

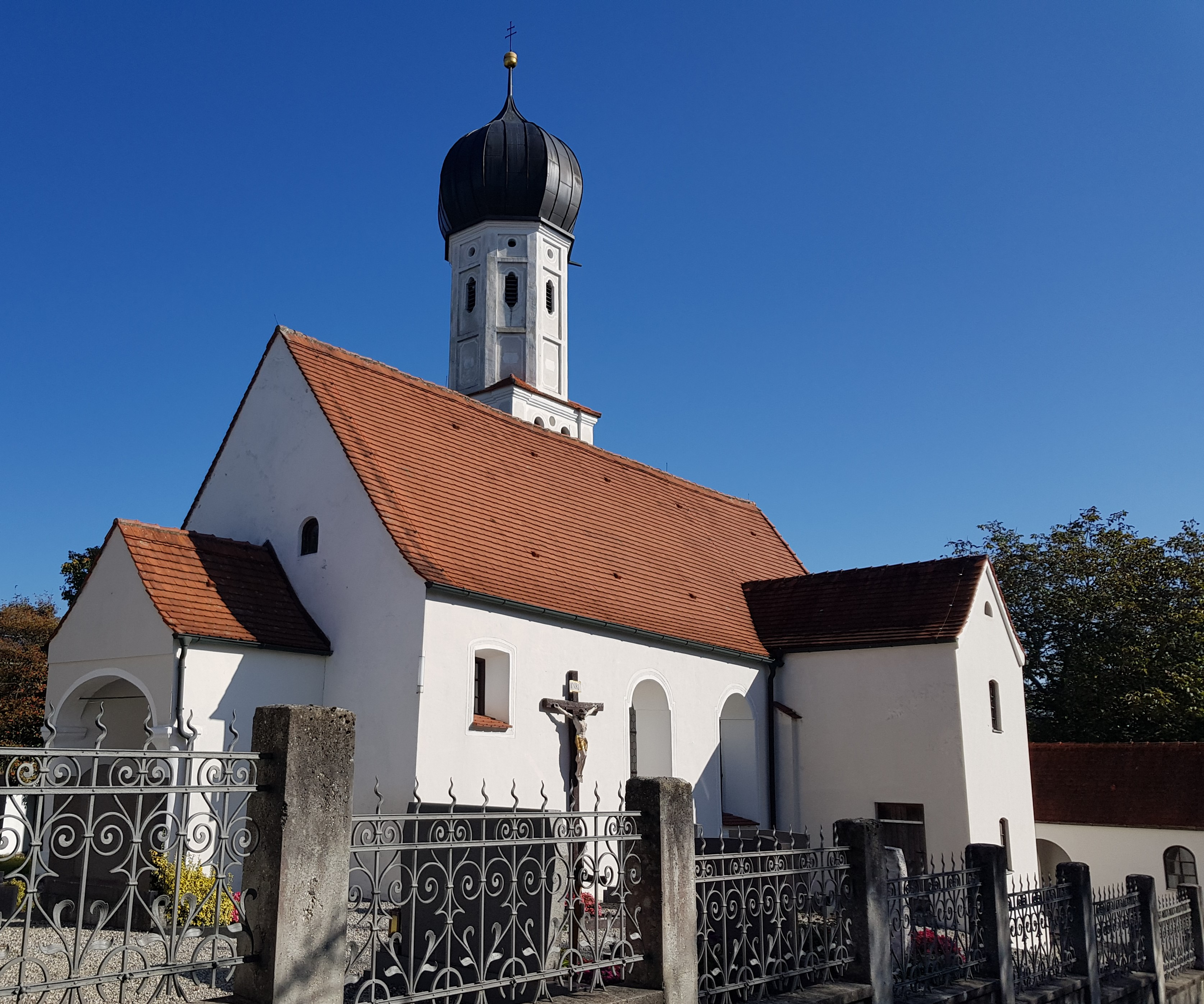
St. Alban in Lauterbach

Die römisch-katholische Filialkirche St. Alban steht in Lauterbach, einem Gemeindeteil des Marktes Altomünster im oberbayerischen Landkreis Dachau. Die Kirche steht unter Denkmalschutz und ist in der Liste der Baudenkmäler in Altomünster unter der Nr. D-1-74-111-48 eingetragen. Die Kirche gehört zum Dekanat Aichach-Friedberg des Bistums Augsburg.

## Beschreibung
Die barocke Saalkirche wurde um 1760 unter Einbeziehung spätgotischer Mauerteile errichtet. Sie besteht aus dem Langhaus zu drei Jochen, dem dreiseitig geschlossenen Chor im Osten, dem Chorflankenturm an der Nordwand und der Sakristei an der Südwand des Chors, in deren Obergeschoss sich ein Oratorium befindet. Ein Vorbau an der Fassade im Westen führt zum Portal. Der Chorflankenturm hat ein achteckiges Obergeschoss mit dem Glockenstuhl und drei Glocken. Den Abschluss des Turms bildet eine Zwiebelhaube.
Der Innenraum des Langhauses ist mit einer Flachdecke überspannt, der des Chors mit einem Stichkappengewölbe. Die Fresken an der Decke wurden 1765 von Ignaz Baldauf gestaltet. Das Retabel des Hochaltars zeigt ein Marienbildnis von 1794.